# Virginia Slims of Nashville 1989
Il Virginia Slims of Nashville 1989 è stato un torneo di tennis giocato sul cemento indoor. 
È stata la 5ª edizione del torneo, che fa parte della categoria Tier V nell'amnito del WTA Tour 1989. Si è giocato a Nashville negli USA dal 6 al 12 novembre 1989.

## Campionesse

### Singolare
Leila Meskhi ha battuto in finale  Helen Kelesi con il punteggio di 6–2, 6–3

### Doppio
Manon Bollegraf /  Meredith McGrath hanno battuto in finale  Natalija Medvedjeva /  Leila Meskhi con il punteggio di 1–6, 7–6, 7–6